# Douglasov tjesnac
Douglasov tjesnac (eng. Douglas Strait) je tjesnac širine 4 km između otoka Thule i otoka Cook, u otočju Južni Sandwich. Postojanje ovog tjesnaca prva je primijetila ruska ekspedicija pod vodstvom Fabiana Gottlieba von Bellingshausena 1820. godine. Ucrtalo ga je 1930. godine osoblje Discovery Investigations-a na Discoveryju II i nazvano po viceadmiralu Sir Percyju Douglasu, članu Discovery Committee-ja. 
Sjeverni ulaz je između Beach Pointa, sjeveroistočnog kraja otoka Morrell, i Tilbrook Pointa, sjeverozapadnog kraja otoka Cook. Udaljenost između ovih točaka je 5400 metara. Južni ulaz je uži i između Hewison Pointa i Reef Pointa, koji su međusobno udaljeni 3000 metara, s navigacijom istočno od Twitcher Rocka.